# Wilhelm Gutermuth (Mediziner)
Wilhelm „Willi“ Gutermuth (* 31. März 1905 in Frankfurt am Main; † 5. Mai 1982) war ein deutscher Internist.

## Leben

### Jugend und Ausbildung
Gutermuth war der Sohn des Kaufmanns Johann Gutermuth und seiner Ehefrau Katharina, geborene Jüngert. Von 1911 bis 1917 besuchte er die Grundschule. Nach dem Bestehen der Aufnahmeprüfung in die Untertertia der Adlerflycht-Realschule im Herbst 1917 wechselte er an diese Anstalt. 1920 legte Gutermuth die Einjährige Freiwillige Prüfung ab, wodurch er zu Ostern desselben Jahres in die Obersekunda der Klinger-Oberrealschule zu wechseln. Im Herbst 1923 musste er infolge wirtschaftlicher Schwierigkeiten die Oberprima seiner Schule verlassen, um als Lehrling in eine Getreidegroßhandelsfirma zu wechseln.
Im Sommersemester 1924 bezog Gutermuth als stu. rer. pol. mit kleiner Matrikel die Universität Frankfurt. Nebenher bereitete er die Reifeprüfung vor, die er zu Ostern 1928 vor dem Prüfungsausschuss des Provinzialschulkollegiums Kassel bestand. Im Herbst 1928 nahm Gutermuth das Studium der Medizin auf, das er nach elf Semestern im Frühjahr 1934 mit der medizinischen Staatsprüfung in Frankfurt abschloss.

### Laufbahn als Mediziner im NS-Staat
Ab 1934 arbeitete Gutermuth als Medizinalpraktikant zehn Monate lang am Institut für vegetative Physiologie der Universität Frankfurt, bevor er im April 1935 in die Medizinische Universitätsklinik eintrat. Im November 1939 erhielt er dann durch Wilhelm Nonnenbruch eine Stelle als Oberarzt und stellvertretender Direktor der Universitätsklinik Frankfurt am Main.
Wilhelm Gutermuth trat zum 1. Mai 1933 der NSDAP (Mitgliedsnummer 3.494.488) und im selben Jahr der SS bei (SS-Nummer 223.840). 1940 wurde er unter Anleitung von Hans Jost mit einer experimentellen Arbeit über biochemische Prozesse bei der Zuckerverbrennung in Körperzellen an der Universität Frankfurt am Main zum Dr. med. promoviert. Ergebnis seiner Arbeit war die Feststellung, „dass auch die bei der Glykose primär entsthenden Phosphorsäureester v. a. die Triosphorsäure mit ähnlicher Geschwindigkeit in der Zelle oxydiert werden können wir die Milchsäure. Die Oxydation der primär entstehenden Glykoseprodukte schliesst aber eine Entstehung von Milchsäure als Zwischenprodukt der Zuckeroxydation in der Zelle aus.“
Im Jahr 1942 wurde Gutermuth vom Generalkommissar für das Sanitäts- und Gesundheitswesen Karl Brandt als „Bevollmächtigter für ärztliche Sonderaufgaben in der Rüstungsindustrie“ damit beauftragt den Krankenstand in allen kriegswichtigen Betrieben – insbesondere der Rüstungsindustrie – durch besondere Sonderkommandos von Kontrollärzten aus dem Vertrauensärztlichen Dienst überprüfen zu lassen und systematisch zu senken, um so dem sich zu dieser Zeit verschärfenden Personalmangel der deutschen Kriegswirtschaft entgegenzuwirken. Die Überprüfung der vorgeladenen Erkrankten erfolgte dabei im Akkordbetrieb in Reihenuntersuchungen die jeweils auf etwa neun Minuten veranschlagt waren. Kennzeichnend für diese Aktion Gutermuth war eine rigorose Gesundschreibungspraxis, die von der Auffassung geleitet war, dass es „im Hinblick auf die Opfer an der Front in Kauf zu nehmen“ sei, „dass der eine oder andere Volksgenosse durch die Arbeit daheim gesundheitliche Schäden erleidet oder seine Arbeitskraft früher erschöpft.“ Es wurden also langfristige gesundheitliche Schäden zugunsten einer schnellen Wiedereingliederung in den Arbeitsprozess in Kauf genommen. Bis Mai 1943 konnten Gutermuths Vertrauensärzte auf diese Weise etwa 200.000 Arbeitskräfte für kriegswichtige Arbeiten wiedergewinnen. 1944 wurde die Aktion aufgrund der durch den Bombenkrieg und der damit einhergehenden Behinderung von Postzustellungen nur noch bedingt rational organisierbaren Vorladungspraxis und aufgrund der zunehmenden Tendenz von Hausärzten die Zusammenarbeit mit Kontrollärzten zu verweigern – die ihren Hintergrund in der exorbitanten Vergütung der Kontrollärzte hatte – eingestellt. Winfried Süß hält die Aktion Gutermuth mit Blick auf die Geschichte von Medizin und Kriegswirtschaft im Nationalsozialismus aus drei Gründen für bemerkenswert: Einmal habe die der Aktion mit ihrer „bis dahin unerreichte[n] Unbarmherzigkeit in der Gesundschreibungspraxis den rapide gesunkenen Stellenwert des Rationalitätskriteriums Gesundheit gegenüber dem des Arbeitseinsatzes deutlich“ gemacht. Zweitens habe sie „auf die zunehmend verengten Handlungsspielräume eines Regimes“ verwiesen, „das die ihm zur Verfügung stehenden Ressourcen längst bis zur Neige ausgeschöpft“ hatte. Und zuletzt habe die Aktion „eine weitere Eskationsstufe im gesundheitspolitischen Kompetenzkonflikt zwischen Conti, Brandt und Ley“ markiert.
Im Herbst 1943 wurde Gutermuth außerdem Chefarzt der Krankenhaussonderanlagen der Aktion Brandt in Köppern. Von Kollegen wurde er für diese Zeit als „rigoros und gewalttätig“ beschrieben.

### Nachkriegszeit
Noch vor Kriegsende setzte sich Gutermuth samt Familie nach Rodheim vor der Höhe ab und übernahm dort eine Landarztpraxis. Der von der US-Armee Ende März 1945 eingesetzte Frankfurter Bürgermeister Wilhelm Hollbach entband Gutermuth am 6. April 1945 von seinen Funktionen und betrieb ab dem 13. April 1945 Gutermuths Verhaftung aufgrund des Verdachts auf „Krankentötungen“. Gutermuth wurde verhaftet und im Juli 1945 durch den Counter Intelligence Corps in das Internierungslager Darmstadt verbracht, wo er bis 1948 festgehalten wurde. In den folgenden Jahren wurde er im Rahmen der Nürnberger Prozesse vernommen.
Die Ermittlungen gegen Gutermuth selbst blieben ergebnislos. Er wurde 1947 als Mitläufer entnazifiziert.

## Schriften
- Über das Ineinandergreifen von Glykolyse und Oxydation bei der Zuckerverbrennung in der Zelle. Frankfurt am Main 1940. (Dissertation)